# Michnicze (obwód miński)
Michnicze (biał. Міхнічы, Michniczy, ros. Михничи, Michniczi) – wieś na Białorusi, w obwodzie mińskim, w rejonie wilejskim, w sielsowiecie Krzywe Sioło.

## Historia
W czasach zaborów zaścianek w powiecie wilejskim, w guberni wileńskiej Imperium Rosyjskiego, w 2 okręgu policyjnym. W 1865 roku liczyła 69 mieszkańców w 7 domach.
W latach 1921–1945 wieś leżała w Polsce, w województwie wileńskim, w powiecie wilejskim, w gminie Rzeczki, od 1 stycznia 1926 roku w gminie Kurzeniec.
Według Powszechnego Spisu Ludności z 1921 roku zamieszkiwało tu 168 osób, wszystkie były wyznania prawosławnego i zadeklarowały białoruską przynależność narodową. Było tu 27 budynków mieszkalnych. W 1931 w 30 domach zamieszkiwało 200 osób.
Wierni należeli do parafii rzymskokatolickiej  w Kurzeńcu i prawosławnej w Rzeczkach. Miejscowość podlegała pod Sąd Grodzki w Wilejce i Okręgowy w Wilnie; właściwy urząd pocztowy mieścił się w Kurzeńcu.
W wyniku napaści ZSRR na Polskę we wrześniu 1939 miejscowość znalazła się pod okupacją sowiecką. 2 listopada została włączona do Białoruskiej SRR. Od czerwca 1941 roku pod okupacją niemiecką. W 1944 miejscowość została ponownie zajęta przez wojska sowieckie i włączona do Białoruskiej SRR.
Do 1957 roku w sielsowiecie Rzeczki.
Od 1991 w składzie niepodległej Białorusi.